# Markaz al Qanţarah Sharq
Markaz al Qanţarah Sharq (arabiska: مركز القنطرة شرق) är en region i Egypten.   Den ligger i guvernementet Ismailia, i den nordöstra delen av landet, 120 km nordost om huvudstaden Kairo.